# Зубово (Костромская область)
Зубово — деревня в Сусанинском районе Костромской области. Входит в состав Сумароковского сельского поселения.

## География
Находится в западной части Костромской области на расстоянии приблизительно 13 км на восток по прямой от районного центра поселка Сусанино.

## История
В XIX веке деревня относилась к Галичскому уезду Костромской губернии. В 1872 году здесь было учтено 44 двора, в 1907 году отмечено было 59 дворов.

## Население
Постоянное население составляло 216 человек (1872 год), 275 (1897), 328 (1907), 6 в 2002 году (русские 100 %), 2 в 2022.